# Jean-Luc Molineris
Jean-Luc Molineris (Grenoble, 25 augustus, 1950) is een voormalig Frans wielrenner. Hij was beroepsrenner tussen 1971 en 1977 en was ploeggenoot van Joaquim Agostinho, Bernard Thévenet en Eddy Merckx. Zijn vader, Pierre Molineris, was eveneens beroepswielrenner.

## Belangrijkste overwinningen
1971
- Eindklassement Ster van Bessèges

1972
- Eindklassement Ster van Bessèges

1974
- 6e etappe deel A Ronde van Frankrijk
- Prix Ambert a Concarneau

1976
- GP de Peymeinade
- Parijs-Bourges

## Resultaten in voornaamste wedstrijden
| Jaar | Ronde van Italië | Ronde van Frankrijk | Ronde van Spanje |
| ---- | ---------------- | ------------------- | ---------------- |
| 1971 |                  |                     |                  |
| 1972 |                  |                     |                  |
| 1973 | 60e              |                     |                  |
| 1974 |                  | buiten tijd (1)     |                  |
| 1975 |                  |                     |                  |
| 1976 |                  | uitgesloten         |                  |
| 1977 |                  | buiten tijd         |                  |

| Jaar | Gent-Wevelgem | Ronde van Vlaanderen | Parijs-Roubaix | Parijs-Tours |  | WK op de weg |
| ---- | ------------- | -------------------- | -------------- | ------------ |  | ------------ |
| 1971 |               |                      |                | 87e          |  | 23e          |
| 1972 | 109e          |                      | 40e            | 69e          |  |              |
| 1973 |               |                      |                | 15e          |  |              |
| 1974 |               |                      |                |              |  |              |
| 1975 |               | 49e                  |                |              |  |              |
| 1976 |               |                      |                |              |  |              |
| 1977 |               |                      |                |              |  |              |